# 환이
환이(桓彝, 276년 ~ 328년)는 동진의 인물로 자는 무륜(茂倫)이다.

## 생애
생전 산기상시(散騎常侍), 선성내사(宣城內史)를 역임했으며, 왕돈(王敦)의 난을 진압한 공로로 만녕남(萬寧男)에 봉해졌다.
이후 소준(蘇俊)의 난 당시 항복을 거부하고 전사하였으며 소준의 난이 진압된 이후 정위(廷尉)로 추증되었고, 시호는 간(簡)으로 정해졌다. 이후 동진 간문제가 태상(太常)으로 재추증하였다.
환이의 아들 환온은 간문제 시기 권신이 되었고, 환온이 죽자 환온의 아들 환현은 동진 안제에게 선양받아 환초를 건국하였다.